# Sender Morsum
Im Ortsteil Morsum der Gemeinde Sylt auf Sylt betreibt der NDR eine Sendeanlage für den Radioempfang auf UKW. Als Antennenträger wird ein 80 Meter hoher freistehender Stahlfachwerkturm  verwendet, der im Jahr 1991 errichtet wurde. Dieser ersetzte einen alten Stahlgittermast von geringerer Höhe. Der Standort des Senders befindet sich ca. 200 Meter nordwestlich der Ostspitze der Insel Sylt, nördlich der Eisenbahntrasse der Marschbahn im Naturschutzgebiet „Nösse“. Von hier ausgestrahlte Programme können aufgrund der geografischen Lage und der Sendeleistung nicht nur auf der Insel Sylt, sondern auch auf dem benachbarten deutschen und dänischen Festland, sowie auf den Nachbarinseln Amrum, Föhr und Rømø sowie den Halligen empfangen werden.

## Frequenzen und Programme

### Analoger Hörfunk (UKW)
Vom Sender Morsum werden folgende UKW-Frequenzen übertragen:
| Sendername       | regional (Regionalprogramm) | UKW      | ERP  | RDS PS   |
| ---------------- | --------------------------- | -------- | ---- | -------- |
| NDR 1 Welle Nord | Flensburg/Küste             | 90,9 MHz | 5 kW | NDR 1 SH |
| NDR 2            | NDR 2 SH                    | 98,7 MHz | 5 kW | NDR 2    |
| NDR Kultur       | –                           | 94,3 MHz | 5 kW | NDR KULT |
| NDR Info         | –                           | 92,7 MHz | 5 kW | NDR INFO |
| N-Joy            | –                           | 95,6 MHz | 5 kW | N-JOY    |

### Digitaler Hörfunk (DAB/DAB+)
Am 14. Juni 2019 wurde auf diesem Sender das DAB+-Programmpaket des Norddeutschen Rundfunks aufgeschaltet. DAB wird in vertikaler Polarisation im Gleichwellenbetrieb (SFN) mit anderen Sendern ausgestrahlt. Der Multiplex des Bundesmux wird auf Sylt vom etwa 10 km entfernten Sender Westerland abgestrahlt.
| Block                    | Programme | ERP (in kW) | Antennendiagramm rund (ND)/ gerichtet (D) | Gleichwellennetz (SFN)                                                           |
| ------------------------ | --- | ----------- | ----------------------------------------- | -------------------------------------------------------------------------------- |
| 12B NDR SH12B (D__00342) | DAB+ Block des Norddeutschen Rundfunks - NDR 1 SH FL (Flensburg) (104 kbps) - NDR 2 SH (104 kbps) - NDR Kultur (104 kbps) - NDR Info SH (104 kbps) - N-Joy (104 kbps) - NDR Blue (104 kbps) - NDR Schlager (104 kbps) - NDR Info Spezial (104 kbps) - NDR BWS - NDR TPEG | 4           | D (80-320°)                               | Flensburg, Husum, Morsum (Sylt), Kappeln-Ost, Niebüll (Fernmeldeturm), Schleswig |